# Graneledone verrucosa
Graneledone verrucosa is een inktvis uit de familie Megaleledonidae. De wetenschappelijke naam van de soort werd in 1881 gepubliceerd door Addison Emery Verrill.